# Mark Beard
Mark Beard (ur. 1956 w Salt Lake City) – amerykański malarz, grafik, rzeźbiarz i scenograf teatralny.

## Życiorys
Jest artystą o wszechstronnych zainteresowaniach: maluje, rzeźbi, zajmuje się fotografią artystyczną oraz tworzy instalacje. Pierwszą wystawę indywidualną miał w 1985 w Bostonie. Pomiędzy 1986 a 1997 zaprojektował scenografie do ponad dwudziestu przedstawień w Nowym Jorku, Londynie, Frankfurcie nad Menem, Kolonii i Wiedniu. W swojej twórczości malarskiej zasłynął z artystycznego buntu przeciwko tworzeniu marki, która w przypadku wielu artystów współczesnych powstaje w oparciu o jedno dzieło. Mark Beard wymyślił na potrzeby swojej twórczości kilka osób o fikcyjnych życiorysach i posługuje się nimi w zależności od dziedziny sztuki. Są to:
- Bruce Sargeant (1898–1938) – postać stworzona jako parodia Johna Singera Sargenta, artysta, który zginął tragicznie podczas zawodów w zapasach
- Hippolyte-Alexandre Michallon (1849–1930) – francuski nauczyciel sztuk pięknych, malarz, którego uczniem był Bruce’a Sargeant
- Edith Thayer Cromwell (1893–1962) – angielski przyjaciel Bruce Sargeanta, którego poznał w Michallon
- Brechtholdt Streeruwitz (1890–1973) – austriacki artysta z Wiednia, który rywalizował z Cromwellem
- Peter Coulter (ur. 1948) – nowojorski artysta, który tworzy pod wpływem prac Cromwella i Streeruwitz.

Każdej z tych postaci Mark Beard przypisuje prace w innym stylu – na przykład Brechtholdtowi Streeruwitzowi obrazy ekspresjonistyczne i nacechowane nostalgią, a Peterowi Coulterowi twórczość postmodernistyczną. Najliczniejsze prace Marka Brearda są przypisywane Bruce Sargeantowi, to duże obrazy, w ciężkich ramach oraz rzeźby z brązu, które są instalowane w sztandarowych sklepach marki sieci „Abercrombie & Fitch” w Nowym Jorku, Los Angeles, Londynie, Mediolanie, Paryżu, Brukseli, Amsterdamie, Kopenhadze i Tokio. Spotyka się informacje, że Mark Beard jest kolekcjonerem zbierającym obrazy malarzy, których w rzeczywistości sam wymyślił.
Prace Marka Bearda znajdują się w posiadaniu Museum of Fine Arts w Bostonie, Wadsworth Atheneum, Whitney Museum of American Art, Metropolitan Museum of Art, Museum of Modern Art, Staatliche Graphische Sammlung München, Albertiny oraz w kolekcjach uniwersytetów Harvarda, Yale i w Princeton. Dwieście prac znajduje się w kolekcji Ralpha Laurena, który wystawia je w ClampArt w Nowym Jorku oraz w studiu w części nowojorskiego Manhattanu zwanej Hell’s Kitchen.